# Giulietta Pezzi
Giulia Pezzi, detta Giulietta (Milano, 1812 o 1816 – 31 dicembre 1878) è stata una scrittrice e giornalista italiana, esponente di spicco del mazzinianesimo.

## Biografia

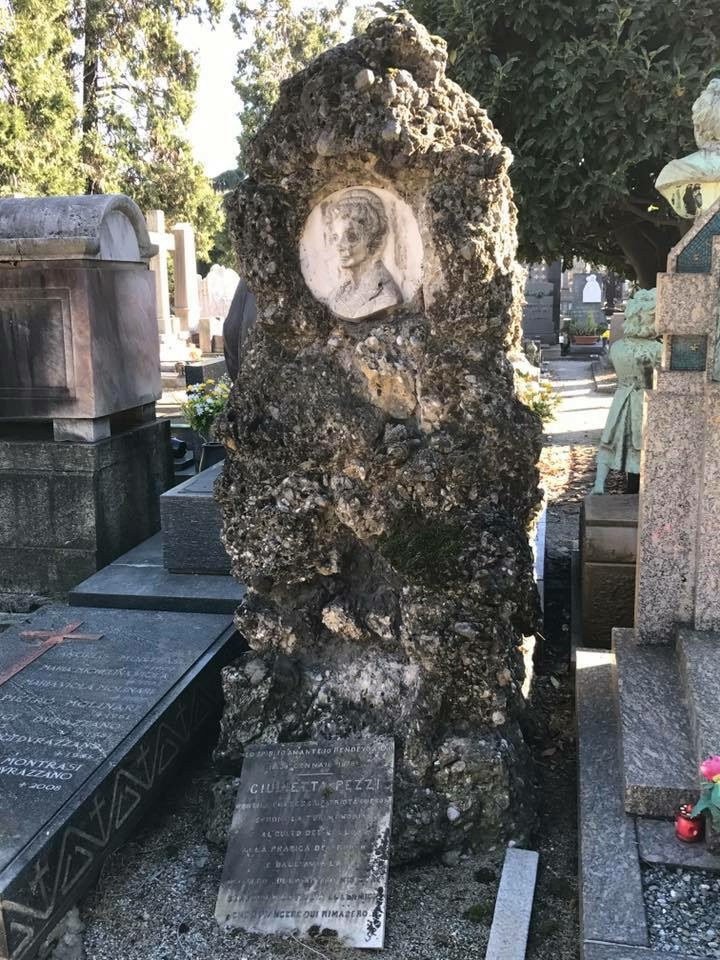
La tomba di Giulietta Pezzi nel Cimitero Monumentale di Milano

Era figlia di Francesco Pezzi, fondatore, direttore e critico teatrale della Gazzetta di Milano (poi Gazzetta privilegiata di Milano), e sorella di Gian Jacopo Pezzi, anch'egli giornalista.
Sin da giovanissima, la Pezzi frequentò i salotti dell'aristocrazia milanese. Le prime novelle in prosa o in versi furono pubblicate sulla Gazzetta di Milano. Fu amica d'infanzia della contessa Clara Maffei e, negli anni quaranta, ebbe una figlia, Noemi, da uno sfortunato amore con un importante musicista la cui identità mantenne celata per tutta la vita. Solo dopo la sua morte, uno studioso di George Sand ebbe modo di dare un nome al padre di Noemi Pezzi (Milano, 1º agosto 1842 - 26 maggio 1918). Si trattava di Hermann Cohen, noto come Puzzi Hermann, allievo prediletto di Franz Liszt. Conobbe e frequentò alcuni degli uomini più importanti dell'epoca, da Carlo Cattaneo a Giuseppe Verdi, da Honoré de Balzac a Vincenzo Bellini, da Vincenzo Monti a Gaetano Donizetti, da Maurizio Quadrio a Aurelio Saffi, ma l'incontro decisivo fu con Giuseppe Mazzini, nel 1848, di cui condivise le idee e appoggiò l'azione politica. Di qui in avanti, i suoi lavori letterari risentirono profondamente di questo impianto ideologico e la stessa vita della scrittrice fu dedicata a suffragarne la causa. Nel 1872 fondò a Torino la Scuola Mazzini.
Il suo album personale, le sue carte e le sue lettere, già depositate presso il Museo del Risorgimento di Milano, furono distrutte da un incendio durante la seconda guerra mondiale. Sopravvisse solo un ritratto.
Carlo Cattaneo scrisse di lei: «è una fanatica che non manca certo di ingegno e di ardire, manca spesso di misura».
Fu dedicataria di alcune romanze da salotto, tra cui Vaga luna che inargenti di Vincenzo Bellini.
Il comune di Milano le ha intitolato una strada.

## Scritti
- La pellegrina, Foglia d'autunno, I fiori, in «Museo scientifico e letterario», 1841
- Gli artisti, romanzo, 1842
- Egberto, romanzo, 1843
- Une fleur d'Israel, 1847
- Carlo Sand, dramma, 1848, dedicato a Mazzini
- Il nido delle rondini, romanzo, a cura di Noemi Pezzi, 1880

## Giornali a cui collaborò
- «La gazzetta privilegiata di Milano»
- «La Plebe»
- «Il Dovere»
- «La Roma del Popolo»
- «L'unità italiana»
- «Il Vaglio»